# 急速進行性糸球体腎炎
急速進行性糸球体腎炎（きゅうそくしんこうせいしきゅうたいじんえん、英: rapidly progressive glomerulonephritis、RPGN）とは、急速に進行し急性腎不全に至る極めて予後不良な疾患の一群を指す。

## 概要
急速進行性糸球体腎炎(RPGN)は、数週から数か月の間に急速に腎機能障害が進行し、血尿(肉眼的または顕微鏡的)や蛋白尿、各種円柱などの腎炎性尿所見を認める腎不全症候群である。組織学的には、強い糸球体炎症を反映して多くの症例で半月体形成が認められ、壊死性半月体形成性糸球体腎炎(necrotizing crescentic glomerulonephritis)が典型的である。
しかし、急速な腎不全の悪化により未治療では末期腎不全に至る症例は、組織学的特徴を有していなくても臨床的にRPGNとして取り扱われる。

## 原因
- 原発性
- 二次性
  - Goodpasture症候群
  - 急性糸球体腎炎
  - IgA腎症
  - 全身性エリテマトーデス（ループス腎炎）
  - ANCA関連血管炎症候群

## 分類
I型：抗糸球体基底膜抗体型
抗糸球体基底膜抗体(抗GBM抗体）によるII型アレルギーが原因。抗GBM抗体は、糸球体基底膜（Type IVコラーゲン）の{\displaystyle \alpha _{3}}鎖NC1ドメインに対する抗体で、蛍光抗体法では糸球体毛細血管に沿って線状(liner)に IgGの沈着が認められる。
このIgGの惹起した免疫反応により、肺の基底膜も傷害されることがある（Goodpasture症候群）。
II型：免疫複合体型
免疫複合体によるIII型アレルギーが原因。基礎疾患としては、原発性糸球体腎炎、IgA腎症、全身性エリテマトーデス（ループス腎炎）、ヘノッホ・シェーンライン紫斑病、クリオグロブリン血症、関節リウマチ、溶連菌感染後糸球体腎炎が挙げられる。
蛍光抗体法では毛細血管に沿って顆粒状(glanular)にIgGとC3補体が沈着しているのが認められる。
この免疫複合体によって惹起された免疫反応により、毛細血管や基底膜が傷害される。
III型：pauci-immune型
抗好中球細胞質抗体(MPO-ANCA/PR3-ANCA)が関与。MPO(ミエロペルオキシダーゼ）またはPR3(プロテイナーゼ3)が何らかの理由で好中球表面に発現し、これに対してANCAが反応して脱顆粒や活性酸素放出を引き起こすと考えられている。これにより糸球体毛細血管、基底膜が傷害・炎症を起こされる。

## 病態
本症ではいずれも基底膜が著しく傷害され、その結果大量の蛋白が流出し、しばしばネフローゼ症候群を合併する。
また半月体の形成や糸球体硬化により腎機能が著しく低下することによって、急性腎不全や高血圧などを引き起こす。

## 組織
半月体の形成
本症では、基底膜の著しい傷害によって、血漿蛋白が基底膜を通過して、ボウマン嚢へ漏出する（正常時、多くの蛋白は基底膜の間を通過できない）。血漿蛋白の一つであるフィブリンの漏出を感知したボウマン嚢上皮細胞は増殖し、やがてこれらの増殖したボウマン嚢上皮細胞は糸球体の周囲を覆い圧迫し、半月体を形成する。やがてこれらの半月体は繊維化され、糸球体硬化へと遷移する。

## 症状
- 肉眼的血尿・蛋白尿
- 浮腫
- 乏尿
- 高血圧
- 全身倦怠感
- 発熱
- 貧血

## 合併症
- ネフローゼ症候群
- 急性腎不全

## 検査
尿検査
血尿、蛋白尿
血液検査
血清クレアチニン高値、CRP高値、貧血(Hb,Ht値)，ANCA(MPO-ANCA,PR3-ANCA)、抗GBM抗体、抗核抗体/抗ds-DNA抗体（全身性エリテマトーデスに特異的）、補体価減少（II型に特異的）
腎生検
糸球体に半月体形成が見られる。蛍光抗体法で抗体の糸球体沈着が見られることがある。

## 治療
- 副腎皮質ステロイドパルス療法 - 副腎皮質ステロイドを間欠的に大量投与する。
- 免疫抑制薬 - ANCA陽性急速進行性糸球体腎炎ではシクロフォスファミドやリツキシマブを用いる。
- 抗凝固薬
- 抗血小板剤
- 血液透析
- 血漿交換
- イベルメクチン（イベルメクトール） - 千葉大学のプレリリース によると、イベルメクチンの投与により、腎臓の糸球体足細胞に発現するデンドリンという蛋白質の細胞核への移動を抑制することで、慢性腎臓病の進行を遅らせることが発見された。